# كريستين فيتزر
كريستين فيتزر (بالإنجليزية: Christine Fetzer)‏ هي عارضة أمريكية، ولدت في 1967 في الولايات المتحدة.

## وصلات خارجية
- كريستين فيتزر على موقع IMDb (الإنجليزية)